# Sedazione
La sedazione, in medicina, è uno stato di alterazione parziale della coscienza che non abolisce completamente le funzionalità autonome dell'organismo (respirazione, autoregolazione della pressione arteriosa, ecc).
La sedazione può essere indotta con farmaci ipnotici ed è utile per l'esecuzione di manovre chirurgiche poco cruente e dalla durata limitata.

## Sedazione leggera o superficiale
La maggiore indicazione resta il trattamento della paura e dell'ansia connesse con la procedura praticata: si ottengono la scomparsa dell'ansia, unita a una sensazione di piacevole rilassamento, un relativo innalzamento della soglia dolorifica, un'importante diminuzione del riflesso faringeo e una serie di altre modificazioni fisiologiche (quali la stabilizzazione del battito cardiaco e della pressione arteriosa, la contrazione temporale, l'amnesia).
In odontoiatria la somministrazione di protossido d'azoto e ossigeno viene effettuata attraverso una mascherina nasale utilizzando apparecchiature elettroniche appositamente tarate.

### La sedazione odontoiatrica
L'odontoiatra "sedazionista" pratica tecniche anestetiche loco-regionali (topica, locale, tronculare, intraossea, etc.) associandole sia all'analgesia relativa con protossido d’azoto, sia alla sedazione cosciente endovenosa (propriamente denominata ansiolisi) a supporto di terapie odontoiatriche-chirurgiche. La formazione avviene tramite master di II livello e corsi di perfezionamento universitari. L'odontoiatra specialista in pedodonzia provvede alle cure odontostomatologiche del paziente pediatrico supportato dall'analgesia inalatoria di protossido d'azoto. Inoltre l'odontoiatra è responsabile della gestione delle emergenze tipiche dello studio odontoiatrico (prevenzione e trattamento mediante BLS-D). La somministrazione di protossido d'azoto e ossigeno viene effettuata attraverso una mascherina nasale utilizzando apparecchiature elettroniche appositamente tarate.

## La sedazione profonda
La sedazione profonda fa ricorso alla somministrazione di farmaci per ridurre, fino ad annullare, la coscienza del paziente allo scopo di alleviare sintomi fisici o psichici; può avere spazio in campo delle cure palliative in prossimità della morte, oppure nelle procedure chirurgiche più dolorose di breve durata, in cui il paziente viene posto in uno stato di sonno profondo, con abolizione della coscienza, pur mantenendo una respirazione autonoma.
Uno studio del 2024, condotto osservando con risonanza magnetica funzionale dei pazienti sani prima, durante e dopo la sedazione profonda indotta con anestetico Propofol, ha dimostrato una drastica riduzione dell'attività delle cellule della matrice del Talamo che inviano gli impulsi sensoriali agli strati più alti della Corteccia cerebrale. Gli impulsi vengono ricevuti e non elaborati durante la sedazione profonda.

## La sedazione terminale
La sedazione terminale è la somministrazione intenzionale di farmaci per ridurre fino ad annullare la coscienza del paziente allo scopo di alleviare sintomi fisici o psichici intollerabili nelle condizioni di imminenza della morte.